# Lijst van EO-Jongerendagen
Dit is een lijst van edities van de EO-Jongerendag.
| Jaar | Thema                                    | Locatie                        | Presentatie                            | Artiesten | Spreker(s)                                                                           |
| ---- | ---------------------------------------- | ------------------------------ | -------------------------------------- | --- | ------------------------------------------------------------------------------------ |
| 1975 | Jongeren slaan de Bijbel open            | Martinihal Groningen           | Jan van den Bosch                      | The Lighters                                                                                                  | Dirk-Jan Bijker, Bert Dorenbos, Leo Habets, Gert Doornenbal                          |
| 1976 | Laat zo je licht schijnen voor de mensen | Rijnhal Arnhem                 | Jan van den Bosch                      | Esther Tims, Gery Archer, koor van de Gereformeerde Sociale Academie                                          | Bert Dorenbos, Gert Doornenbal, J. Poort                                             |
| 1977 | Echt of onecht?                          | Expohal Hilversum              | Nen van Ramshorst / Jan van den Bosch  | Nutshell, Elly en Rikkert                                                                                     | Henk Binnendijk, Bert Dorenbos, Johan Frinsel, Maharaj Rabi                          |
| 1978 | Zin of onzin?                            | Groenoordhallen Leiden         | Nen van Ramshorst / Jan van den Bosch  | Burning Candles, Doke van Dijk + Hymne, Harry Govers + Psalter                                                | Henk Binnendijk, Leo Habets, Festo Kivengere                                         |
| 1979 | Gij zult Mijn getuigen zijn              | Brabanthallen 's-Hertogenbosch | Alma de Vries / Jan van den Bosch      | Ieteke Wijsman, Godfrey Turyasingura, Harry Govers + Marijke Govers, Manfred Siebald, The Challengers         | Henk Binnendijk, Bert Dorenbos, Arie Kleyne, Shadrach Maloka, Nel Benschop           |
| 1980 | Zie Ik kom spoedig                       | Jaarbeurs Utrecht              | Jan van den Bosch                      | Harry Govers, Chinees jongerenkoor, Don Francisco                                                             | Henk Binnendijk, Bert Dorenbos, Kees Rosies, Gert Doornenbal, John Hung, James Irwin |
| 1981 | Jij helemaal anders                      | Jaarbeurs Utrecht              | Jan van den Bosch                      | Koor van de Interkerkelijke Jeugdevangelisatie, Jews for Jesus, Riekje Winter, Burning Candles, Marilyn Baker | Henk Binnendijk, Bert Dorenbos, Kees Rosies, B. Koekoek, Anne van der Bijl           |
| 1982 | Vrede                                    | Jaarbeurs Utrecht              | Jan van den Bosch                      | Silverwind, Don Francisco, Share                                                                              | Henk Binnendijk, Bert Dorenbos, George Verwer                                        |
| 1983 | Liefde                                   | Jaarbeurs Utrecht              | Jan van den Bosch                      | Silverwind, Heidebeek, Rondo Veneziano (imitatie), Wim Bevelander                                             | Henk Binnendijk, Bert Dorenbos, C.G. Geluk, Navigators, Luis Palau                   |
| 1984 | De wedloop                               | Jaarbeurs Utrecht              | Jan van den Bosch                      | Twila Paris, Burning Candles, Adrian Snell, Jude 25, De Koggeruiters                                          | Henk Binnendijk, Gert van den Bosch, Anne van der Bijl, Carl Lewis (telefonisch)     |
| 1985 | Leve het leven                           | Jaarbeurs Utrecht              | Jan van den Bosch                      | Klaas Jan Mulder, Albino Montisci, Love Night, Sheila Walsh                                                   | Henk Binnendijk, H.G. Koekkoek, C.G Geluk, Floyd McClung, Joni Eareckson Tada        |
| 1986 | Leve de vrijheid                         | Jaarbeurs Utrecht              | Jan van den Bosch                      | Steve Green, Rocheo Zabata, Company of Friends                                                                | Henk Binnendijk, Bert Dorenbos, James Irwin                                          |
| 1987 | Leve de liefde                           | Jaarbeurs Utrecht              | Jan van den Bosch                      | Klaas Jan Mulder, 2nd Chapter of Acts, Charlotte Höglund, Kajem                                               | Henk Binnendijk, C.G. Geluk, Floyd McClung                                           |
| 1988 | Leve de toekomst                         | Jaarbeurs Utrecht              | Jan van den Bosch                      | Rose Glisten, Marcel McArthur, Chris Christian, Jon Gibson                                                    | Henk Binnendijk, Arie van der Veer, Harrold Morris                                   |
| 1989 | Leve de schepping                        | Jaarbeurs Utrecht              | Jan van den Bosch                      | Bebe & CeCe Winans, London Community Gospel Choir, Graham Kendrick, Elly en Rikkert                           | Henk Binnendijk, Bob Wieland                                                         |
| 1990 | Geloven moet je doen                     | Jaarbeurs Utrecht              | Jan van den Bosch                      | Kenny Marks, Julie Miller, Kim Hill, Ingemar Olsson                                                           | Henk Binnendijk, Hans Eschbach                                                       |
| 1991 | Verliezen om te winnen                   | Stadion Galgenwaard            | Jan van den Bosch                      | Jon Gibson, First Call, Jessy Dixon, Oslo Gospel Choir                                                        | Henk Binnendijk, Nico van Biljouw                                                    |
| 1992 | De tijd van je leven                     | Stadion Galgenwaard            | Jan van den Bosch                      | Bryan Duncan, Per Höglund, Chrystal Lewis                                                                     | Henk Binnendijk, Gert van den Bosch, Peter Vlug jr. en Arie van der Veer             |
| 1993 | Reuzen bestaan echt                      | Stadion Galgenwaard            | Jan van den Bosch / Bert van Leeuwen   | Oslo Gospel Choir, Randy Stonehill, Acapella, Margaret Becker                                                 | Henk Binnendijk, Nol Esmeijer, Jan Mudde en Cees van Velzen                          |
| 1994 | Maskers af                               | Stadion Galgenwaard            | Bert van Leeuwen                       | Kenny Marks, Ralph van Manen, Carola                                                                          | Henk Binnendijk en Kees Goedhart                                                     |
| 1995 | Waar ben je?                             | Stadion Galgenwaard            | Bert van Leeuwen                       | Steven Curtis Chapman, Two Hearts, Stavanger Gospel Choir                                                     | Henk Binnendijk, Gert van den Bosch, Arie van der Veer, Andries Knevel               |
| 1996 | Back to the Basics                       | Stadion Galgenwaard            | Bert van Leeuwen                       | Wes King, Anointed, Joybells                                                                                  | Henk Binnendijk, Herman Selderhuis, Otto de Bruijne                                  |
| 1997 | Making the Difference                    | Stadion Galgenwaard            | Bert van Leeuwen                       | Cindy Morgan, Big Tent Revival, Ronduit Gospel Choir                                                          | Henk Binnendijk, Jan Hoek, Wim de Knijff                                             |
| 1998 | Let's talk about Jesus                   | GelreDome                      | Bert van Leeuwen                       | Rebecca St. James, Newsong, Wervelband                                                                        | Henk Binnendijk, Hans Eschbach, Arie van der Veer                                    |
| 1999 | Keep the faith                           | Amsterdam ArenA                | Bert van Leeuwen                       | Delirious?, MIC, Ron Kenoly, Ralph van Manen, Kenny Marks                                                     | Henk Binnendijk, Paul den Hertog, Peter Scheele                                      |
| 2000 | The comeback of Jesus                    | Amsterdam ArenA                | Bert van Leeuwen                       | Rebecca St. James, The World Wide Message Tribe, Audio Adrenaline, Mary Mary                                  | Henk Binnendijk, Wim Grandia, Andy Hawthorne                                         |
| 2001 | Open your eyes                           | Amsterdam ArenA                | Bert van Leeuwen                       | Nicole C. Mullen, Tait, True Vibe, Stacie Orrico, Gerald Troost                                               | Henk Binnendijk, Bram Rebergen                                                       |
| 2002 | Stay Close                               | GelreDome                      | Bert van Leeuwen                       | Jaci Velasquez, Delirious?, Normal Generation?                                                                | Henk Binnendijk, Peter Scheele                                                       |
| 2003 | Experience God                           | GelreDome                      | Bert van Leeuwen                       | Michael W. Smith, ZOEgirl, Toby Mac                                                                           | Wim Grandia, Willem Ouweneel                                                         |
| 2004 | Leef!                                    | GelreDome                      | Bert van Leeuwen / Frank van der Velde | Salvador, Normal Generation?, Third Day                                                                       | Hans Eschbach, Bram Rebergen                                                         |
| 2005 | Ongelooflijk?!                           | GelreDome                      | Frank van der Velde                    | Newsboys, Rachael Lampa, Paul Colman, KJ-52                                                                   | Constantijn Geluk, Kees Kraayenoord                                                  |
| 2006 | Enter the mystery                        | GelreDome                      | Frank van der Velde                    | BarlowGirl, Rebecca St. James, Salvador                                                                       | Wim Grandia, Martin Koornstra                                                        |
| 2007 | Dream Bigger                             | GelreDome                      | Frank van der Velde                    | Chris Tomlin, Stellar Kart, Group 1 Crew, Sharon Kips, X6                                                     | Kees Kraayenoord, Tiemen Westerduin                                                  |
| 2008 | Ondersteboven                            | GelreDome                      | Manuel Venderbos                       | Delirious?, Starfield, Spacifix, John Reuben                                                                  | Kees Kraayenoord, Bram Rebergen                                                      |
| 2009 | 35e EO-Jongerendag                       | GelreDome                      | Manuel Venderbos                       | Michael W. Smith, Jeremy Camp, David Crowder Band, Philmont                                                   | Henk Stoorvogel                                                                      |
| 2010 | Freedom is here                          | GelreDome                      | Manuel Venderbos                       | Leeland, Hillsong United, Hawk Nelson, Newworldson                                                            | Tiemen Westerduin                                                                    |
| 2011 | Move                                     | GelreDome                      | Manuel Venderbos                       | Kutless, The Afters, Toby Mac, The Gentlemen, Pearl Jozefzoon                                                 | Tiemen Westerduin                                                                    |
| 2012 | Made For You                             | GelreDome                      | Manuel Venderbos                       | Shonlock, Casting Crowns, LZ7                                                                                 | Wim Grandia                                                                          |
| 2013 | Can you hear me?                         | GelreDome                      | Manuel Venderbos                       | LZ7, Skillet, Trinity, The City Harmonic                                                                      | Rikko Voorberg                                                                       |
| 2014 | One                                      | GelreDome                      | Manuel Venderbos                       | Rend Collective, Family Force 5, Matt Redman, Newsboys, Lindz West                                            | Jurjen van Houwelingen                                                               |
| 2015 | Jesus is                                 | GelreDome                      | Joram Kaat                             | Switchfoot, Hillsong Young & Free, Royal Tailor, Draw The Parade                                              | Eric Samuel Timm, Kees Kraayenoord                                                   |
| 2016 | This is Love                             | GelreDome                      | Joram Kaat                             | for King & Country, Trinity, Planetshakers, LZ7                                                               | Tiemen Westerduin                                                                    |
| 2017 | Fear Not                                 | GelreDome                      | Joram Kaat                             | Hawk Nelson, Philippa Hanna, Capital Kings, Rend Collective                                                   | Lindz West                                                                           |
| 2018 | Walk on Water                            | GelreDome                      | Joram Kaat                             | for King & Country, Matt Redman, Britt Nicole, Guvna B, The Drop                                              | Miriam Swaffield                                                                     |
| 2019 | BEAM the Light                           | Rotterdam Ahoy                 | Joram Kaat                             | Hillsong Young & Free, Tauren Wells, I Am They                                                                | Tauren Wells                                                                         |
| 2022 | Speak Life!                              | Rotterdam Ahoy                 | Joram Kaat                             | Lecrae, Riley Clemmons, Lindz West, dj SAINT LOUIS, Pjotr, Sterre Koning, Marc Floor, BEAM Worshipband        | Gor Khatchikyan, Jannica van Barneveld, Shelton Telesford                            |
| 2023 | Pioneers!                                | Rotterdam Ahoy                 | Joram Kaat                             | Typhoon, We Are Messengers, Jay-Way, Steven Malcom, Lindz West, dj SAINT LOUIS, LZ7, BEAM Worshipband         | Erik Scherder, Shelton Telesford                                                     |
| 2024 | Goed nieuws                              | Rotterdam Ahoy                 | Joram Kaat                             | Aodhán King, Gable Price and Friends, Pjotr, Lecrae, BEAM Worshipband                                         | Jurjen van Houwelingen, Jannica van Barneveld                                        |